# آسپاگورس سوم
آسپاگورس سوم (به گرجی: ვარაზ-ბაკურ III، به لاتین: Aspacures)، از خسرویانی‌ها، پادشاه ایبری (کارتلی، گرجستان شرقی) از ح. ۳۸۰ تا ۳۹۴ میلادی بود.

## نام
نام او که توسط مورخ، آمیانوس مارسلینوس (XXVII 12.16) ثبت شده است، ظاهراً برداشتی لاتینی شده از وراز پاکور در زبان پارسی میانه یا واراز-باکور در زبان گرجی از وقایع نگاری گرجی اواخر سده‌های نزدیک (قرون وسطی) می‌باشد.

## زندگی‌نامه
او پسر و جانشین مهرداد سوم بود و با دختر تیرداد، خویشاوند و جانشین او ازدواج کرد.
تواریخ گرجستان او را با ساخت کلیسای تسیلکانی نسبت می‌دهند.
در طول سلطنت او، امپراتوری روم با ایران ساسانی، صلح اسیلیسن را امضا کرد و در آن به از دست دادن ایبری و بخش بیشتری از ارمنستان تن داد. پسرانش پارسمن و مهرداد چهارم بودند.